# 천년을 흐르는 사랑
《천년을 흐르는 사랑》(The Fountain)은 2006년 공개된 미국의 로맨틱 드라마 영화이다.

## 줄거리
영화 <천년을 흐르는 사랑>은 불멸과 사랑, 그리고 죽음을 초월하려는 한 남자의 여정을 다룬 세 가지 이야기가 교차하는 서사 구조를 가지고 있다.
첫 번째 이야기는 16세기 스페인의 정복자 토마스 크레오가 마야 문명의 사원을 찾아 불로불사의 힘을 얻으려 한다. 그는 생명의 나무를 찾기 위해 마야 사제와 싸우지만, 결국 나무의 수액을 마시고 새로운 생명으로 재탄생하며 죽음을 맞이한다.
두 번째 이야기는 현재의 의사 토미 크레오가 뇌종양으로 죽어가는 아내 이지에게서 영감을 받아 생명 연장 연구에 몰두한다. 그는 과테말라에서 발견한 나무 샘플을 연구하며 불멸의 해답을 찾으려 하지만, 아내의 죽음을 막지 못한다. 아내 이지는 '파운틴'이라는 이야기를 쓰면서 자신의 죽음을 받아들이지만, 토미는 죽음 자체를 극복하려 한다.
세 번째 이야기는 26세기 우주를 여행하는 톰이 생명의 나무가 담긴 유리 돔 안에서 명상하며 과거를 인식하고 교감한다. 그는 죽어가는 별을 향해 여행하며, 과거의 연인 이지를 기억하고 그녀의 죽음을 받아들인다. 별이 폭발하면서 그는 생명의 나무에 흡수되고, 그 나무는 다시 활기를 되찾는다.
세 이야기는 서로 연결되어 있으며, 각 이야기 속 주인공들은 사랑하는 사람을 잃는 아픔을 겪고, 죽음을 극복하려는 열망을 보인다. 결국 영화는 죽음을 받아들이고 삶의 의미를 찾는 것이 중요함을 보여준다. 토미는 죽은 아내의 무덤에 나무를 심으며 그녀의 죽음을 받아들이고, 동시에 새로운 생명의 시작을 상징한다. 이는 인간의 유한함 속에서 삶의 의미를 발견하는 영화의 주제를 보여준다.

## 출연
- 휴 잭맨 - 토마스 베르데 / 토마스 크레오 / 톰
- 레이철 바이스 - 이사벨 1세 / 이지 크레오
- 엘런 버스틴 - 릴리언 구제티
- 스티븐 맥해티 - 사일렉시오
- 마크 마걸리스 - 아빌라 신부
- 클리프 커티스 - 아리엘 선장

## 기타
- 미술: 제임스 킨런드
- 의상: 르니 에이프릴
- 시각효과부문: 대니 김
- 배역: 마리 베뉴